# さい帯血バンク
さい帯血バンク（さいたいけつバンク、臍帯血バンク）とは、白血病などの血液疾患の治療として造血幹細胞移植（特に「臍帯血移植」）が必要な患者のために、産婦から提供される臍帯血を患者に斡旋する仕組みおよびその業務を担う公的機関のこと。私的利用を扱う民間のバンクもある。

## 日本のさい帯血バンク

### 公的バンク
日本においては「日本さい帯血バンクネットワーク」がバンク全体の連絡調整を担い、臍帯血の検査・保存、患者や提供者への対応などの実務は独立組織である各地の臍帯血バンク（現在は下記の6団体）が行っている。
- 日本赤十字社北海道さい帯血バンク
- 日本赤十字社関東甲信越さい帯血バンク
- 一般社団法人 中部さい帯血バンク
- 日本赤十字社近畿さい帯血バンク
- 認定特定非営利活動法人兵庫さい帯血バンク
- 日本赤十字社九州さい帯血バンク

### 民間バンク
公的バンクが第三者への寄附であるのに対し、民間バンクは民間企業が展開しているさい帯血保管サービス。現在下記の3社が活動している。
- ステムセル研究所
- アイル
- ときわメディックス